# Senhora (romance)
Senhora é romance urbano do escritor brasileiro José de Alencar, publicado em 1874, na forma de folhetim.
Um dos últimos romances de Alencar, lançado em livro em 1875, dois anos antes da morte do escritor. Da mesma forma que Iracema é o coroamento da ficção indianista, Senhora é, juntamente com Lucíola, um dos pontos altos da sua ficção citadina e de atualidade. Romance de final feliz é o último desenvolvimento — agora em clave de maior densidade psicológica — do motivo do conflito entre o amor e o interesse, presente desde os primeiros livros, notadamente A viuvinha.
Senhora é um dos três livros, junto com Diva e Lucíola, a que o autor acrescentou, na edição original, o subtítulo: “Perfil de Mulher”. “O romance denuncia o casamento por conveniência social, prática burguesa normal para os padrões da época, os quais negavam aos jovens o direito de escolha afetiva, ou seja, a possibilidade de decidirem livremente com quem namorar ou casar. Mas isso não constituía uma violência declarada da época, porque a noção de família tinha mais valia de que a de noção de indivíduo ”
Por estar no domínio público, a obra possui muitas edições, impressas ou em ebook, desleixadas, com erros tipográficos, sem a seção “Ao Leitor”, etc. O leitor, se quiser desfrutar um texto de boa qualidade, deve escolher uma editora consagrada, com tradição de boas edições.
O romance narra, basicamente, a trajetória de uma mulher, Aurélia Camargo, que, quando pobre, foi passada para trás pelo homem que ela amava, Fernando Seixas. Depois de enriquecer graças a uma herança inesperada, tornando-se “uma linda e rica jovem da sociedade carioca, bajulada por muitos pretendentes”, Aurélia procura se vingar de Fernando, que passava por um aperto financeiro, “comprando-o” por um dote vultoso de cem contos de réis. Após um longo período de casamento tenso, pleno de observações cáusticas e irônicas, sem que cheguem a consumar carnalmente a união (embora mantenham em sociedade as aparências de um casamento normal), o casal só vai conseguir se reconciliar depois que o marido – à semelhança de um escravo que compra sua alforria – “compra de volta” sua liberdade devolvendo à esposa o dote recebido. 
“Com Senhora […] o romancista escarafunchou um território delicado, o das relações amorosas convertidas em econômicas, cujo leme escorrega das mãos masculinas para se encaixar nas femininas de Aurélia Camargo.”
O estilo descritivo, derramado, detalhista, adjetivado, tão próprio da estética romântica, mas superado pela ousadia estilística de Machado de Assis, pode parecer estranho ao leitor contemporâneo habituado à concisão e objetividade, mas tenhamos em mente que Alencar é um exímio contador de histórias, e vale a pena “enfrentar o cipoal de descrições hoje consideradas enfadonhas para descobrir histórias tão extraordinárias que merecem viver para sempre”.
Aurélia é tida como o protótipo da mulher independente, a “mulher de fibra” nas palavras do próprio autor, mas sua independência só foi obtida graças à herança súbita do avô, não aos méritos próprios. Além disso, os protagonistas têm falhas de caráter: Fernando, ao melhorar de vida, mostra-se indiferente à pobreza em que vivem sua mãe e irmã, e Aurélia dilapida sua herança de forma totalmente egoísta, investindo numa vida refinada, sem ajudar ninguém.
Uma cena memorável do livro que merece ir para as antologias dos "melhores momentos" da literatura brasileira é quando o casal Aurélia e Fernando dança uma valsa vertiginosa, deixando tontos tanto os valsistas quanto os observadores: “o par rodopia em frente à sociedade local, promovendo um invejável faz de conta de felicidade conjugal”. Observa o autor: "A valsa é filha das brumas da Alemanha, e irmã das louras valquírias do norte."

## Adaptações
O romance ganhou três adaptações para a televisão em formato de telenovela. A primeira foi exibida pela extinta Rede Tupi, com o título de O Preço de um Homem. Ody Fraga foi o autor da novela transmitida entre 15 de novembro de 1971 a 24 de junho de 1972, em 192 capítulos às 20 horas.
Já a segunda, com o nome de "Senhora", foi produzida pela TV Globo no horário das seis, entre 30 de junho e 17 de outubro de 1975, em 80 capítulos. Escrita por Gilberto Braga, foi a primeira telenovela do seu horário a ser transmitida a cores.
Em 2005, Marcílio Moraes e Rosane Lima somaram à espinha dorsal de Senhora a dois outros romances de José de Alencar, Lucíola e Diva, para escrever Essas Mulheres, produzida pela RecordTV e exibida entre 2 de maio e 21 de outubro de 2005, totalizando 149 capítulos.

## Sinopse
Aurélia Camargo, filha de uma costureira pobre e órfã de pai, depois de perder seu irmão apaixonou-se por Fernando Seixas — homem ambicioso — com quem flertou. Este, porém, desfaz a relação, movido pela vontade de se casar com uma moça rica, Adelaide Amaral, e pelo dote ao qual teria direito de receber. 
Passado algum tempo, Aurélia, já órfã de mãe também, recebe grande herança do avô e ascende socialmente. Passa, pois, a ser figura de destaque nos eventos da sociedade da época.
Dividida entre o amor e o orgulho ferido, ela encarrega seu tutor e tio, Lemos, de negociar seu casamento com Fernando por dote de cem contos de réis. O acordo realizado inclui, como uma de suas cláusulas, o desconhecimento da identidade da noiva por parte do contratado até as vésperas do casamento.
Ao descobrir que sua noiva é Aurélia, Fernando fica muito feliz, pois, na verdade, nunca deixou de amá-la. A jovem, porém, na noite de núpcias, deixa claro: "comprou-o" para representar o papel de marido que uma mulher na sua posição social deve ter.

## Personagens
- Aurélia Camargo (Senhora) — Mulher diferente de todas as outras que naquela época viviam. Destacava-se pela sua beleza e pela sua maneira de agir e de pensar. Opunha-se a algumas regras determinadas pela sociedade que não lhe agradavam. Aurélia a todos pode dominar e tem tudo o que quer ter. Era educada, delicada, corajosa, elegante, informada, inteligente, experiente. Era com certeza, alguém que nasceu para a riqueza e para a alta sociedade, e talvez, a característica que consideramos a mais importante, que pode ser a explicação de seu sucesso no domínio das pessoas: a sua frieza e seu estimável auto-controle.
- Fernando Seixas — Uma importante característica de Seixas é o enorme contraste entre a sua vida social que levava na alta sociedade e a que tinha em casa com sua família. Seixas era homem de classe, que possui bens caríssimos, só disponíveis às pessoas da mais alta sociedade. Fernando era fino, nobre, elegante, educado e extremamente inteligente. Era moço extremamente jovem e carinhoso, sabia perfeitamente como tratar as irmãs (que o bajulavam a toda hora e brigavam ciumentas por ele). Vale também dizer que Fernando possuía barba castanha e bigode muito elegante.
- Lemos — Era baixo, não muito gordo, mas rolho e bojudo como um vaso chinês. Era vivo, extremamente alegre e confiante. Lemos era ainda um velho otimista, principalmente nos negócios que costumava fazer, e sabia perfeitamente conduzir uma transação, mesmo que esta não se acomode em bons resultados de início, como foi o caso da sua conversa com Seixas pelo dote de cem contos de réis oferecidos por Aurélia.
- Adelaide — Mulher rica, poderosa e sedutora. Pelo dote que seu pai oferece tira Fernando Seixas de Aurélia, mas mesmo Torquato Ribeiro sendo pobre ela o amava e conseguiu casar-se com ele graças a Aurélia.

### Outros personagens
- D. Firmina — Viúva, ex-vizinha de Aurélia. Depois da morte da mãe de Aurélia foi morar com ela e acompanhava a menina na sociedade e fazia todos os seus desejos.
- D. Emília — Mãe de Aurélia e irmã de Lemos, a quem este abandonou por ter-se casado com Pedro Camargo.
- Pedro Camargo — Pai de Aurélia e filho bastardo do fazendeiro Lourenço Camargo, que deixa, ao morrer, herança à neta, Aurélia.
- Dr. Torquato Ribeiro — Moço bom, simples e humilde que procurou ajudar Aurélia nos vários momentos difíceis, quando pobre. Apaixonado por Adelaide.
- Eduardo Abreu — Pretendente de Aurélia. Moço bom que custeou as despesas do enterro de sua mãe amada.